# Lezuza
Lezuza ist eine Gemeinde (municipio) mit 1.305 Einwohnern (Stand: 2024) im Westen der Provinz Albacete in der autonomen Region Kastilien-La Mancha. Neben dem Hauptort Lezuza besteht die Gemeinde aus den Ortschaften Tiriez, La Yunquera, Vandelaras de Arriba und Vandelaras de Abajo.

## Lage
Lezuza liegt in der nördlichen Berglandschaft der Sierra de Alcaraz, dem nördlichen Ausläufer der Betischen Kordillere. Der Ort befindet sich in ca. 60 km (Fahrtstrecke) westlich der Provinzhauptstadt Albacete einer Höhe von ca. 910 m. Das Klima im Winter ist gemäßigt, im Sommer dagegen warm; die geringen Niederschlagsmengen (ca. 432 mm/Jahr) fallen – mit Ausnahme der nahezu regenlosen Sommermonate – verteilt übers ganze Jahr.

## Bevölkerungsentwicklung
| Jahr      | 1970 | 1981 | 1991 | 2001 | 2011 | 2021 |
| Einwohner | 3402 | 2260 | 2046 | 1733 | 1612 | 1322 |

## Sehenswürdigkeiten
- Archäologische Fundstelle Libisosa
- Burgruine
- Kirche Mariä Himmelfahrt (Iglesia de Nuestra Señora de la Asunción)
- Marienkapelle
- Rathaus

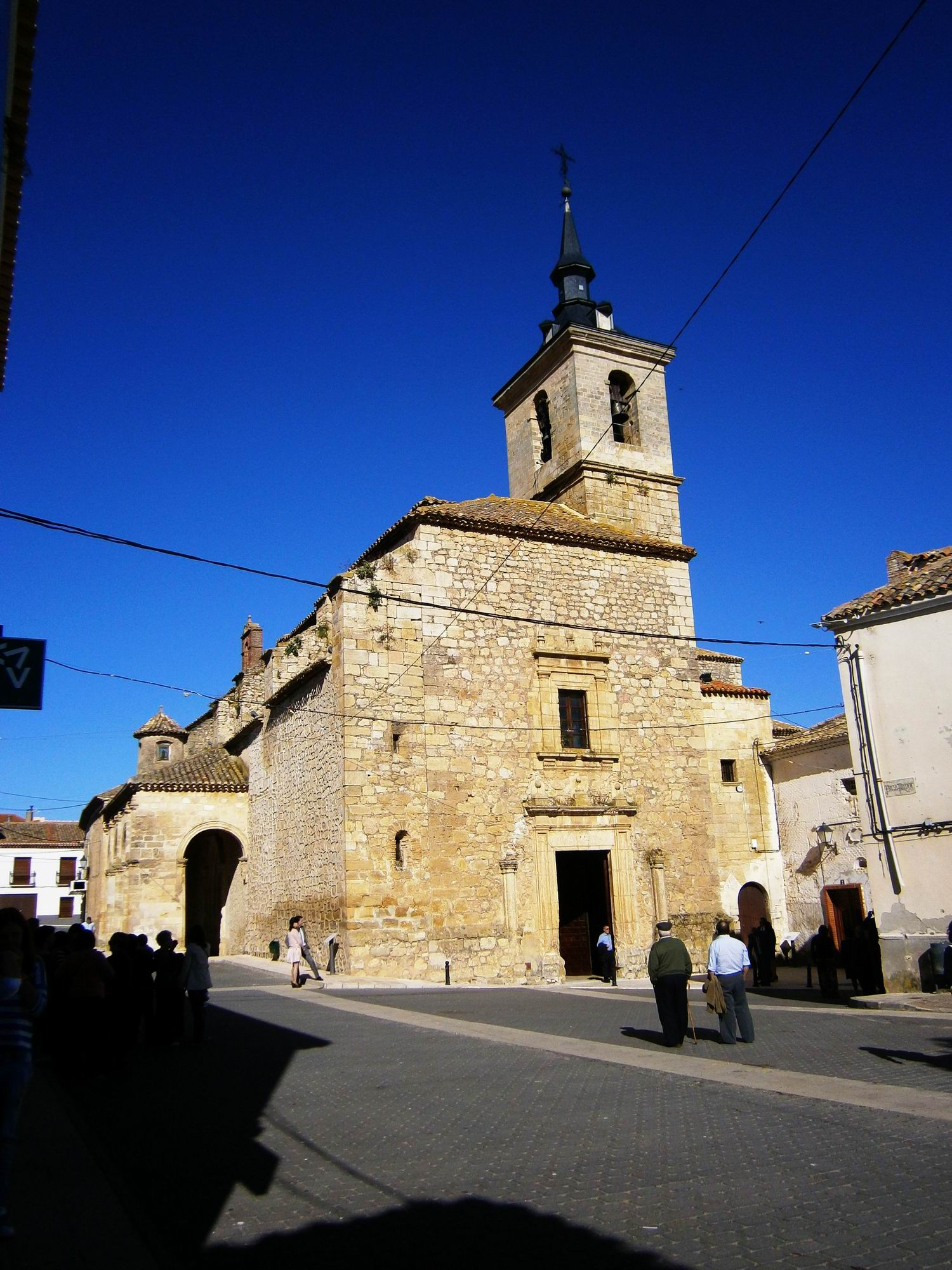
Kirche Mariä Himmelfahrt
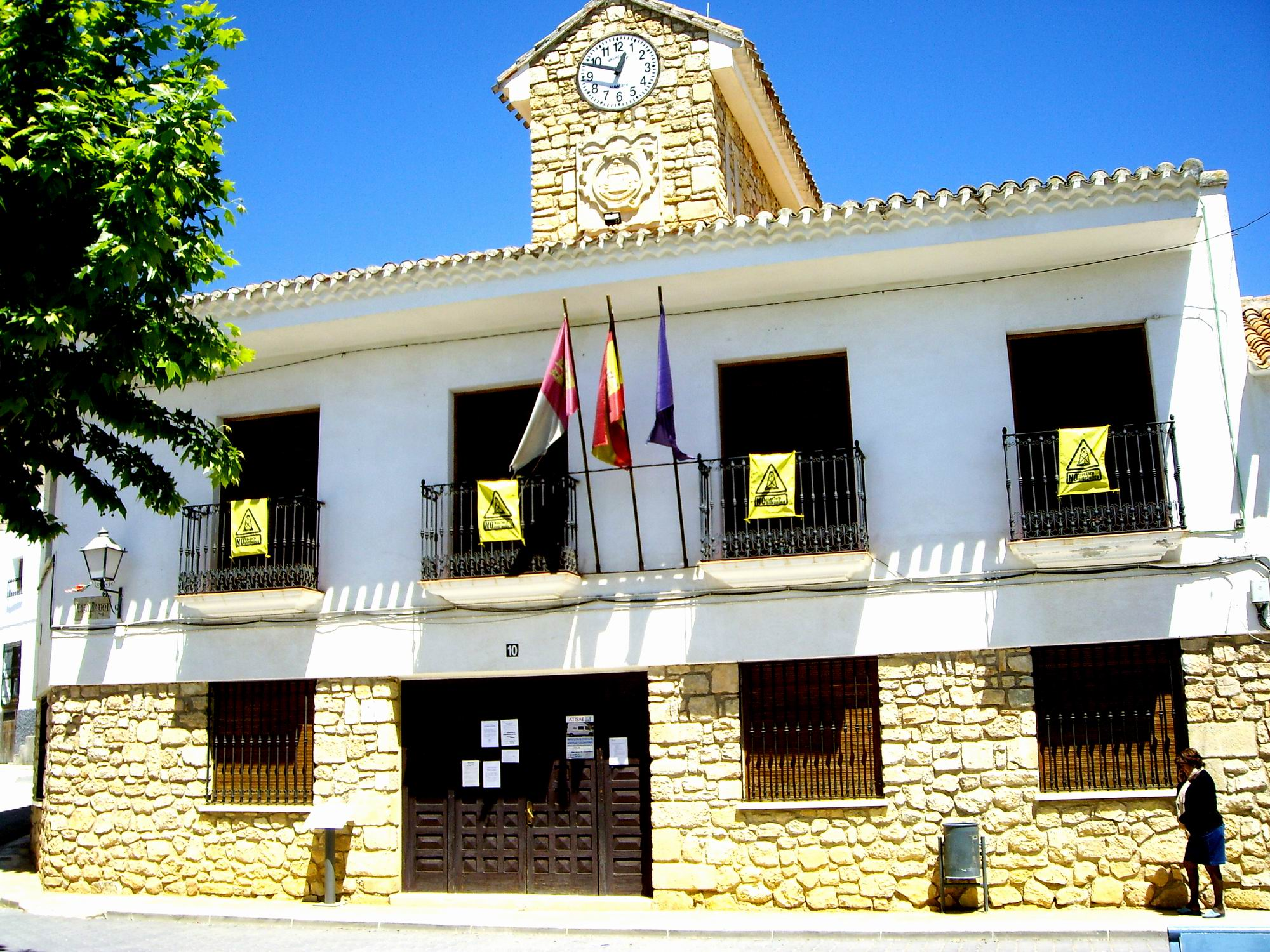
Rathaus